# Коллинз, Мэй
Мэй Коллинз (англ. May Collins; 26 мая 1903 — 6 мая 1955) — американская актриса театра и немого кино.

## Биография
Мэй родилась в семье Бенджамина Коллинза и Лилии Смит. Большую часть детства она провела в Нью-Йорке. В четыре года она увидела Питера Пена в театре, а после выступления, согласно источнику, она побежала за кулисы, чтобы увидеть Мод Адамс, исполнившую главную роль. Мэй говорила в интервью: «Я побежала к ней, крича „Питер Пен!“, а она подняла меня на руки и поцеловала». Свою карьеру Коллинз начала драматическом обществе Мисс Аугуст Белмонт в Нью-Йорке, где она была удостоена ряда наград за игру. Мэй участвовала в постановке пьесы «Обручение».
Позднее она присоединилась к театру Уильяма А. Брэйди, а также сыграла в мелодрамах Оуэна Дэвиса.
«Вы знаете, — говорила Мэй в интервью, — это то чувство, когда ты говоришь: „Ты не тот человек, за которого я вышла! Убирайся из комнаты пока я не выстрелила! Но Господи, как же я люблю тебя!“».
Также Коллинз принимала участие в постановке пьесы «Она бы сделала» вместе с Грейс Джордж.
Исполнила заглавные роли в таких немых фильмах, как «В любви все средства хороши» и «Мастер акул» в 1921 году, «Горячий романс» и «Маленькая Ева Асцендс» в 1922 году.
В своей последней роли на Бродвее Коллинз сыграла Элизабет Эдвардс в оригинальной пьесе «Эйб Линкольн в Иллинойсе» в октябре 1939 года, которая позднее в том же году была удостоена Пулитцеровской премии «За лучшую драму». В дальнейшем она исполнила свою роль в телевизионной адаптации пьесы в 1945 году.
Она провела два года в Австралии, давая гастроли с пьесой «Судебный процесс Мэри Дьюган».

## Личная жизнь
В 1921 году Коллинз какое-то время была помолвлена с Чарли Чаплином, но вскоре Чаплин порвал с ней отношения, и она в итоге вышла замуж за Эдмунда Томаса. Свадьба состоялась 8 мая 1930 года. В 1939 году от полиомиелита скончались двое её сыновей.
Продолжала выступать в Австралии и в США, в Нью-Йорке. Также участвовала в постановке «Поцеловать и сказать» вместе с Кирком Дугласом и Джоан Коулфилд.
Состояла в некоммерческой организации March of Dimes.